# Ronahi
Ronahi és un setmanari polític kurd en llengua kurda i àrab nascut l'1 d'abril de 1942 com a suplement de la revista Hawar.